# Seizoenenbuurt (Almere)
Seizoenenbuurt is een wijk in de Nederlandse stad Almere. De wijk is gelegen in het stadsdeel Almere Buiten en grenst aan Molenbuurt, Buiten Centrum, Indischebuurt, Oostvaardersbuurt en Buitenvaart. Op 1 januari 2023 telde de wijk 5.050 inwoners, verdeeld over 1.929 woningen, op een oppervlakte van 1,44 km².
De straatnamen zijn vernoemd naar de maanden, dagen en seizoenen van het jaar, doorkruist door de Kalenderweg, Eeuwenweg, Jarenweg, Kwartaalstraat, Maandenweg en Dagenweg. De wijk is aangelegd aan het eind van de jaren negentig en bestaat voornamelijk uit laagbouw in rijen of hofjesstructuur. De enige hogere bouw zijn de drielaagse appartementengebouwen aan de Voorjaarsstraat en Zomerstraat. Kenmerkend in het ontwerp van de huizen is het gebruik van gele baksteen in de onderste laag, een donkere kleur op de middenlaag en de chalet-achtig uitstekende puntdaken. De wijk heeft daardoor in de bouwfase ook de werknaam "chalet-wijk" gehad. Andere opvallende huizen zijn de herenhuizen op de Novemberstraat (parkzijde), ontworpen door architect Ben van Berkel, en de watervilla's aan de Kwartaalstraat met een koperen dak.
De 11 straten van de Januaristraat tot en met Novemberstraat hebben een zeer karakteristiek patroon: kaarsrecht en op volgorde van de maanden van het jaar. Het Decemberpad is een fietspad tussen de Novemberstraat en het Meridiaanpark.
Midden in de wijk ligt een openbare basisschool, De Aurora. Behalve woningen zijn er slechts enkele bedrijfspanden in deze wijk, waarvan Plussupermarkt De Greef de opvallendste is. Daarnaast zijn er flink wat bedrijfjes gevestigd op woonadressen.
Aan de noordkant van de wijk in het Meridiaanpark liggen Jeugdland Almere Buiten, Scoutinggroep De Meridiaan, het speeleiland en de in aanbouw zijnde Warmoezerij "De Buitenplaats" (een biologische tuinderij in combinatie met voorzieningen voor zorg, kinderopvang en horeca).
Aan de zuidwestkant wordt de wijk begrensd door het Meridiaanpark, met daarin de Bosrand die door bewoners zelf wordt onderhouden.

## Openbaar vervoer
De wijk wordt doorsneden door een busbaan. Nabij de wijk bevindt zich de stations Almere Buiten en Almere Oostvaarders van NS.
Seizoenenbuurt heeft twee bushaltes waar de volgende buslijn stopt:
- Seizoenenbuurt Zuid  M2
- Seizoenenbuurt Noord  M2

### Metrobussen
| Lijn | Lijn        | Route                              | Via | Opmerkingen |
| ---- | ----------- | ---------------------------------- | --- | --- |
| M2   | Buitenmetro | Station Centrum - Stripheldenbuurt | Staatsliedenwijk, Waterwijk, Bouwmeesterbuurt, Molenbuurt, Station Buiten, Seizoenenbuurt, Oostvaardersbuurt, Station Oostvaarders, Sieradenbuurt | Rijdt tussen Station Almere Oostvaarders en Stripheldenbuurt in een lagere frequentie, rijdt bij Station Centrum verder als buslijn M1 . Rijdt op zaterdag 24 uur per dag op een deel van de route. |